# Gomphus sandrius
Gomphus sandrius är en trollsländeart som beskrevs av Tennessen 1983. Gomphus sandrius ingår i släktet Gomphus och familjen flodtrollsländor. IUCN kategoriserar arten globalt som sårbar. Inga underarter finns listade i Catalogue of Life.